# Nissan Trade
Der Nissan Trade war ein Kleintransporter, der von 1986 bis 2001 von Nissan Motor Ibérica in Spanien hergestellt wurde. In Deutschland wurde er zwischen 1993 und 2001 angeboten.

## Geschichte
Nissan hatte sich 1979 am spanischen Autohersteller Ebro beteiligt. Nach der kompletten Übernahme durch Nissan 1987 wurden die als Ebro produzierten Modelle unter neuen Namen bei der Marke Nissan eingegliedert. Der Nissan Trade stellte hierbei den Nachfolger der Ebro F-Serie dar, die ursprünglich ein Lizenzbau des seit 1954 produzierten Alfa Romeo Romeo, war.
In den Jahren 1989 und 1991 erhielt das Modell kleinere kosmetische Änderungen, zu diesen gehörten unter anderem ein neues Armaturenbrett, Lenkrad und Rückspiegel. 1994 erhielt das Modell eine größere optische Überarbeitung.
2001 wurden Produktion und Verkauf der Versionen Kastenwagen, Kleinbus und Doppelpritsche beendet. Fahrgestell und Einzelpritsche wurden noch bis 2004 hergestellt, aber nur noch in Spanien angeboten. Insgesamt wurde somit das Ursprungsmodell, der Alfa Romeo Romeo, technisch und optisch immer wieder überarbeitet, 50 Jahre gebaut. Nachfolger des Trade wurde 2002 der Nissan Interstar.

## Modelle
Der Trade war als Fahrgestell, Pritsche, Doppelpritsche mit langem Radstand, Kleinbus, Kastenwagen und Kleinbus/Kastenwagen mit langem Radstand und Hochdach erhältlich. Der Hochdachkastenwagen hatte als Besonderheit eine Leiterklappe zu bieten. Außerdem gab es Wohnmobile auf Basis des Trade.

Aufgrund der veralteten Technik (kein Airbag, kein ABS, kurze Serviceintervalle) war der Trade auf dem deutschen Markt nicht sehr beliebt. Angeboten wurde der Trade in Deutschland 1993 mit einem 2,8 L-Saugdiesel mit 63 kW (86 PS). 1995 folgte ein 3,0 Liter-Vierzylinder-Turbodiesel mit Direkteinspritzung, Ladeluftkühlung und 78 kW (106) PS der aus dem Nissan Patrol stammte. 1997 folgte ein 2,5 l-Turbodiesel-Direkteinspritzer mit 55 kW (75 PS).

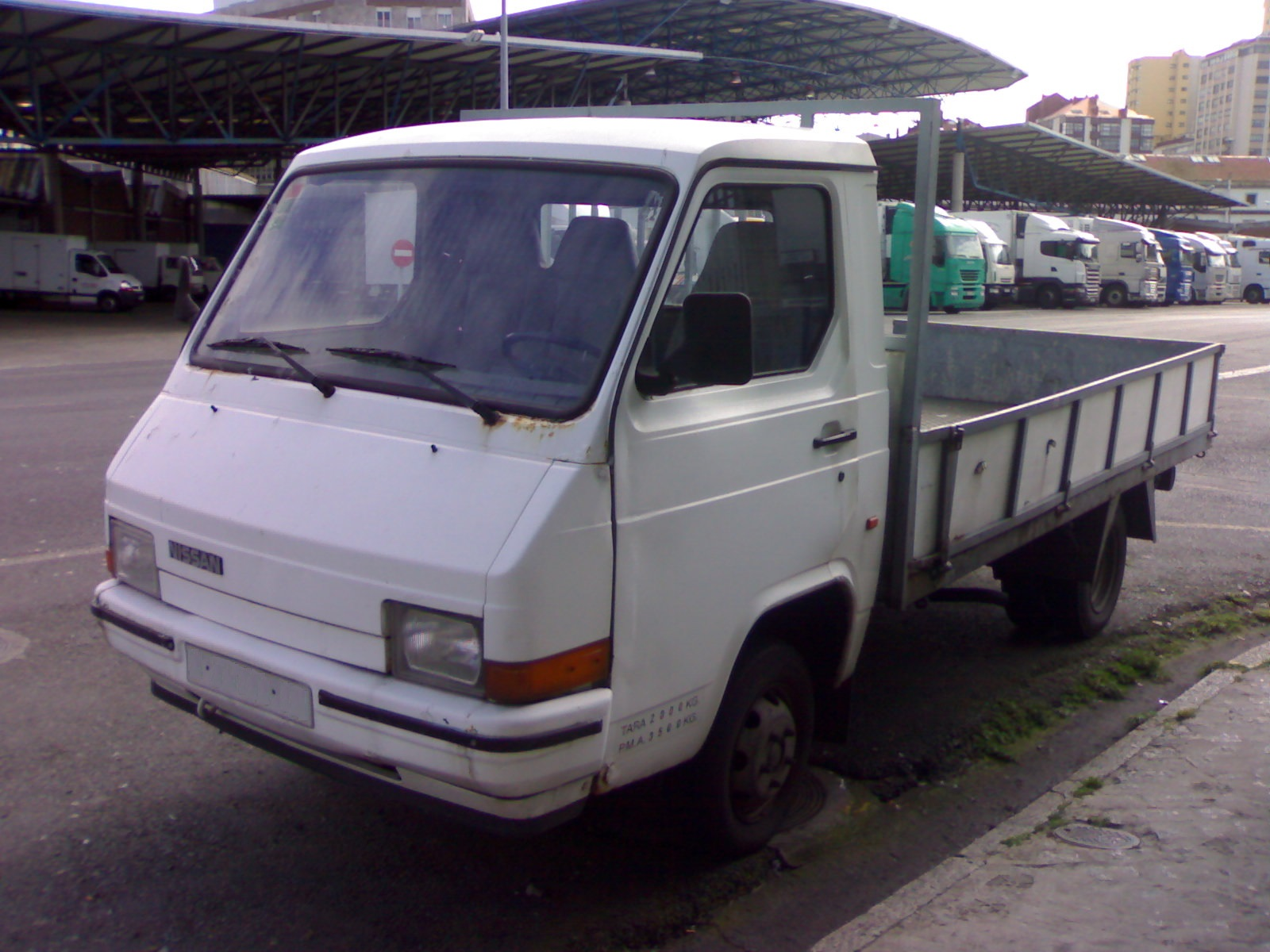
Nissan Trade Pritsche (1986–1993)
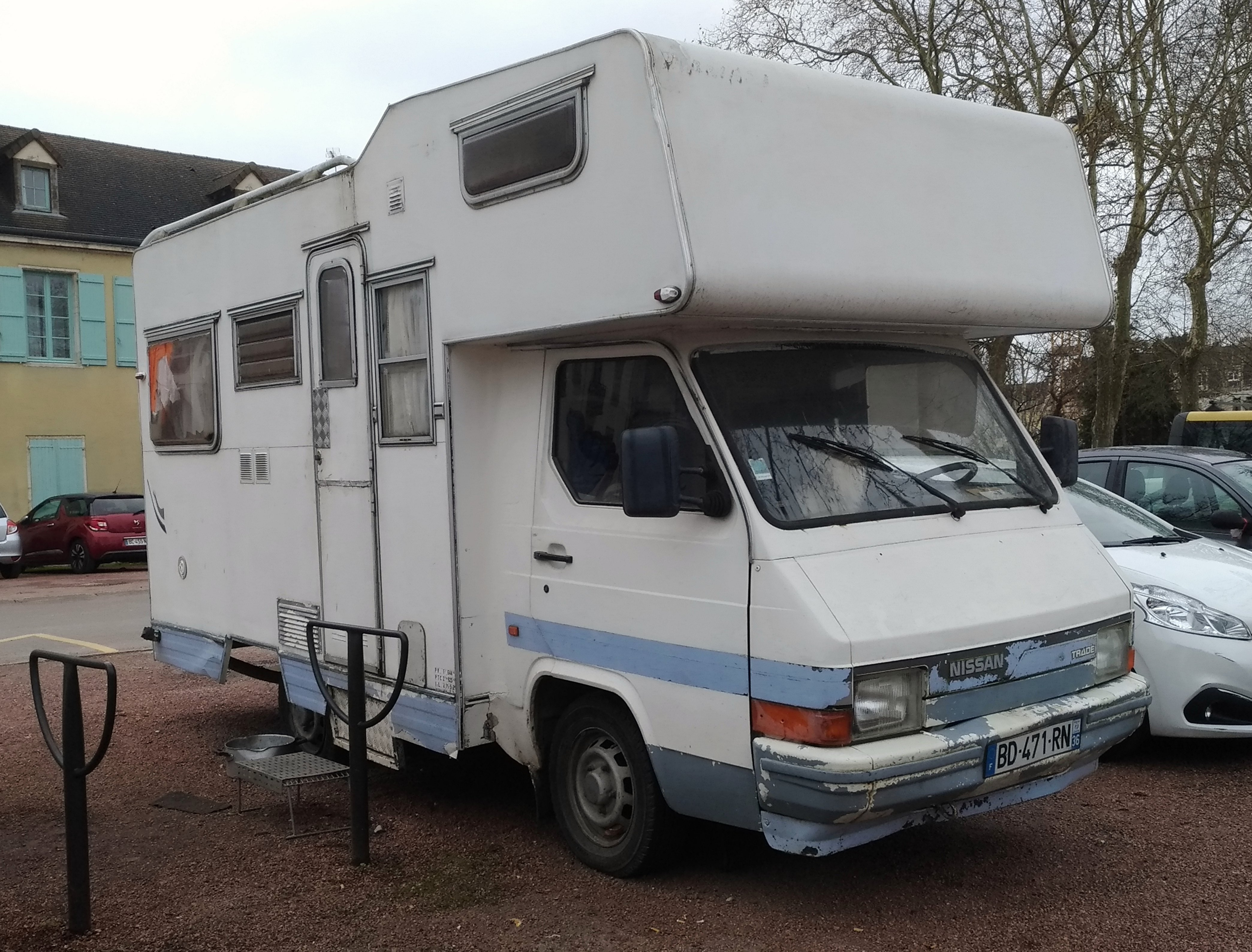
Nissan Trade Wohnmobil (1986–1993)
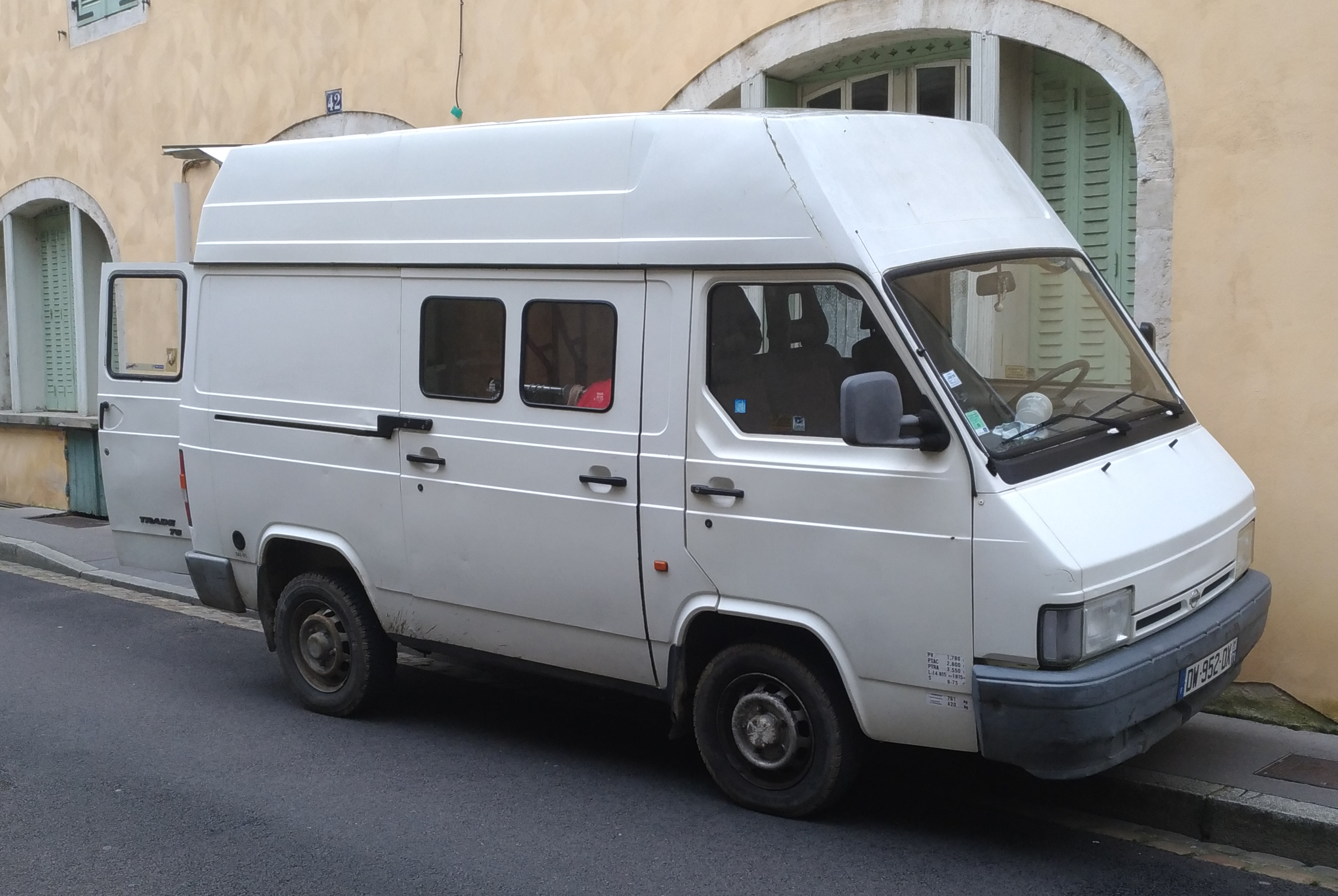
Nissan Trade Lieferwagen (1994–2001)
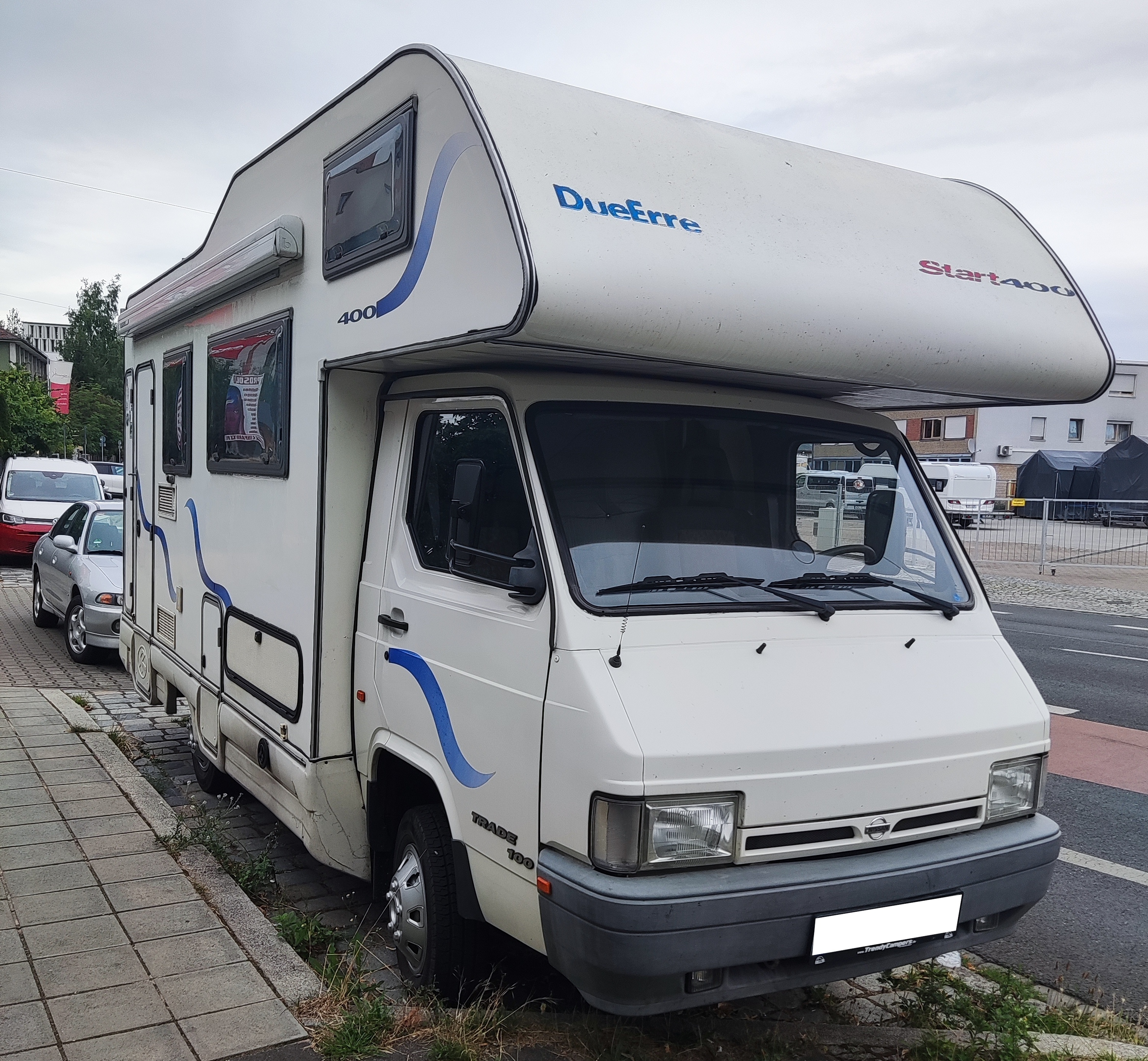
Nissan Trade Wohnmobil (1994–2001)
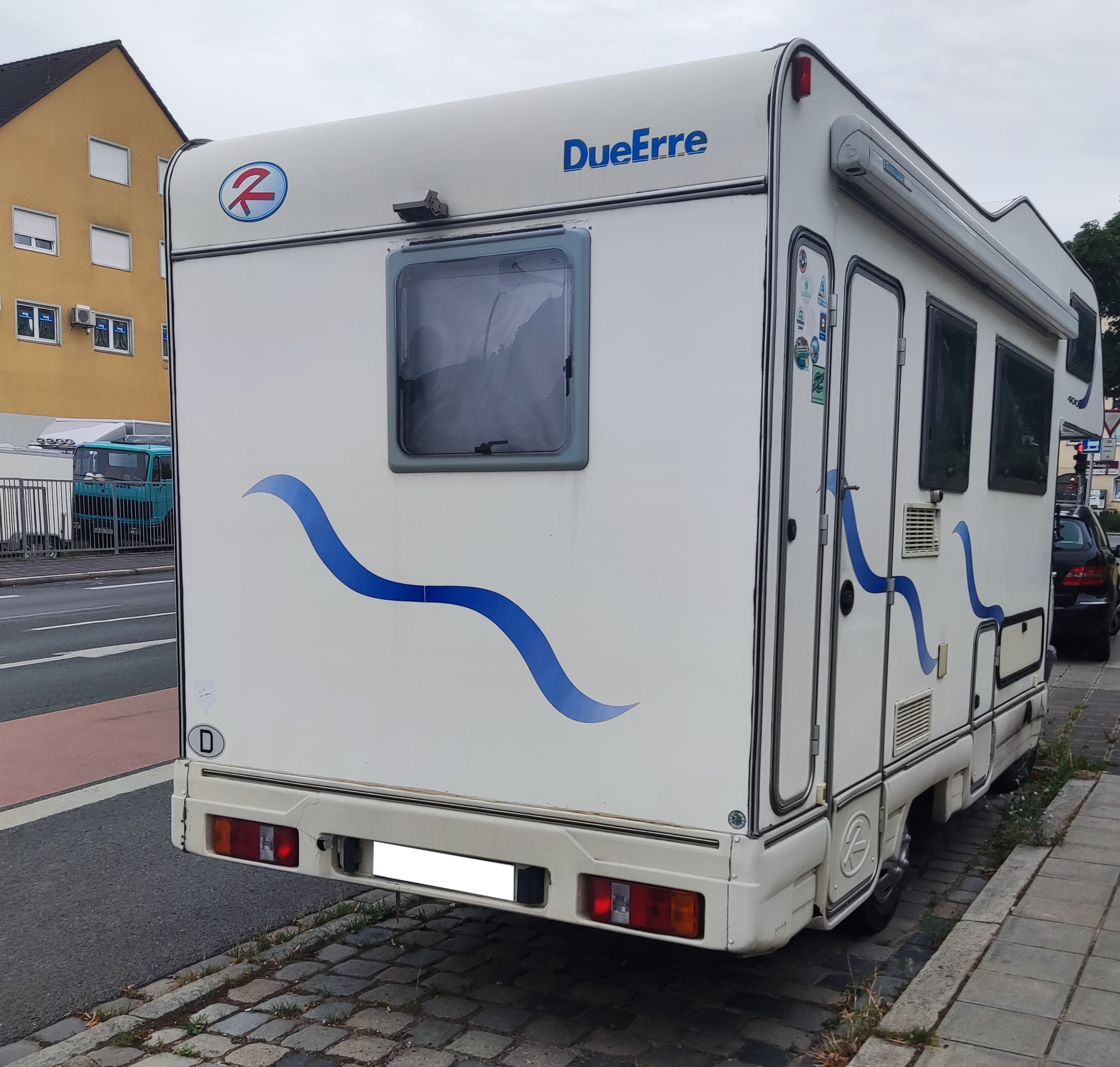
Heckansicht